# محمد غدار
محمد غدار (مواليد 1 كانون الثاني/يناير 1984 في لبنان) هو لاعب كرة قدم لبناني دولي يجيد اللعب في خط المهاجم . يلعب حاليا لصالح نادي كلنتن الماليزي. لعب عام 2011 مع نادي تشرين السوري.. ولعب عام 2010 مع الأهلي المصري. ولعب عام 2010 مع نادي الشباب البحرين. ولعب بين عامي 1999 و2009 مع نادي النجمة لبنان.
سجل محمد غدار ضمن قائمة أفضل هدافي الدوري اللبناني لكرة القدم حسب الموسم لأكثر من موسم كروي لبناني.

## مع نوادي كرة القدم

### النجمة
بدأ مسيرته المهنية مع فريق الشباب في نادي النجمة في 26 فبراير 1998. بعد تخرجه من أكاديمية الشباب ظهر لأول مرة مع الفريق بعد عامين،[بحاجة لمصدر] وكان عضوًا في الفريق الذي حصل على لقب موسم 1999–00، والذي كان أول لقب للدوري اللبناني الممتاز للنادي منذ أكثر من 20 عامًا.[بحاجة لمصدر]على مدار عقد، ساهم غدار في إحراز أربعة ألقاب أخرى للدوري وحصل على جائزة هداف الدوري، بينما عزّز رصيده ليصبح أحد أفضل المهاجمين في لبنان.[بحاجة لمصدر]

### الشباب البحريني
في ديسمبر 2009، وقع مع نادي الشباب البحريني في الدوري الممتاز لموسم 2009-10. في 18 مارس 2010، سجل هدفه الأول للشباب ضد نادي المحرق. بعد أسبوعين، سجل هدفين في مرمى البسيتين في 2 أبريل. في 15 مايو، سجل ثنائيته الثانية في الدوري ضد المالكية. وساعدت أهدافه الخمسة في ست مباريات بنهاية الموسم النادي على تجنب الهبوط إلى الدرجة الثانية.

### الأهلي المصري
وقع غدّار عقداً لمدة أربع سنوات مع الأهلي المصري لموسم الدوري المصري الممتاز 2010-11، ليصبح أول لاعب لبناني يوقع لنادٍ مصري. ظهر لأول مرة مع الأهلي في 6 أغسطس 2010 ضد اتحاد الشرطة بديلاً للاعب محمد طلعت الذي خرج من المباراة بعد 76 دقيقة.[بحاجة لمصدر] ظهر خلال مرحلة المجموعات بدوري أبطال أفريقيا 2010 في 12 سبتمبر 2010، في الفوز 2-1 على الفريق النيجيري هارتلاند وخرج بديلاً لمحمد فضل في الدقيقة 76.

### سوريا
انضم إلى نادي تشرين السوري لموسم 2010–11، لكنه انضم إلى نادي الجيش في نفس العام.[بحاجة لمصدر]

### كلنتن

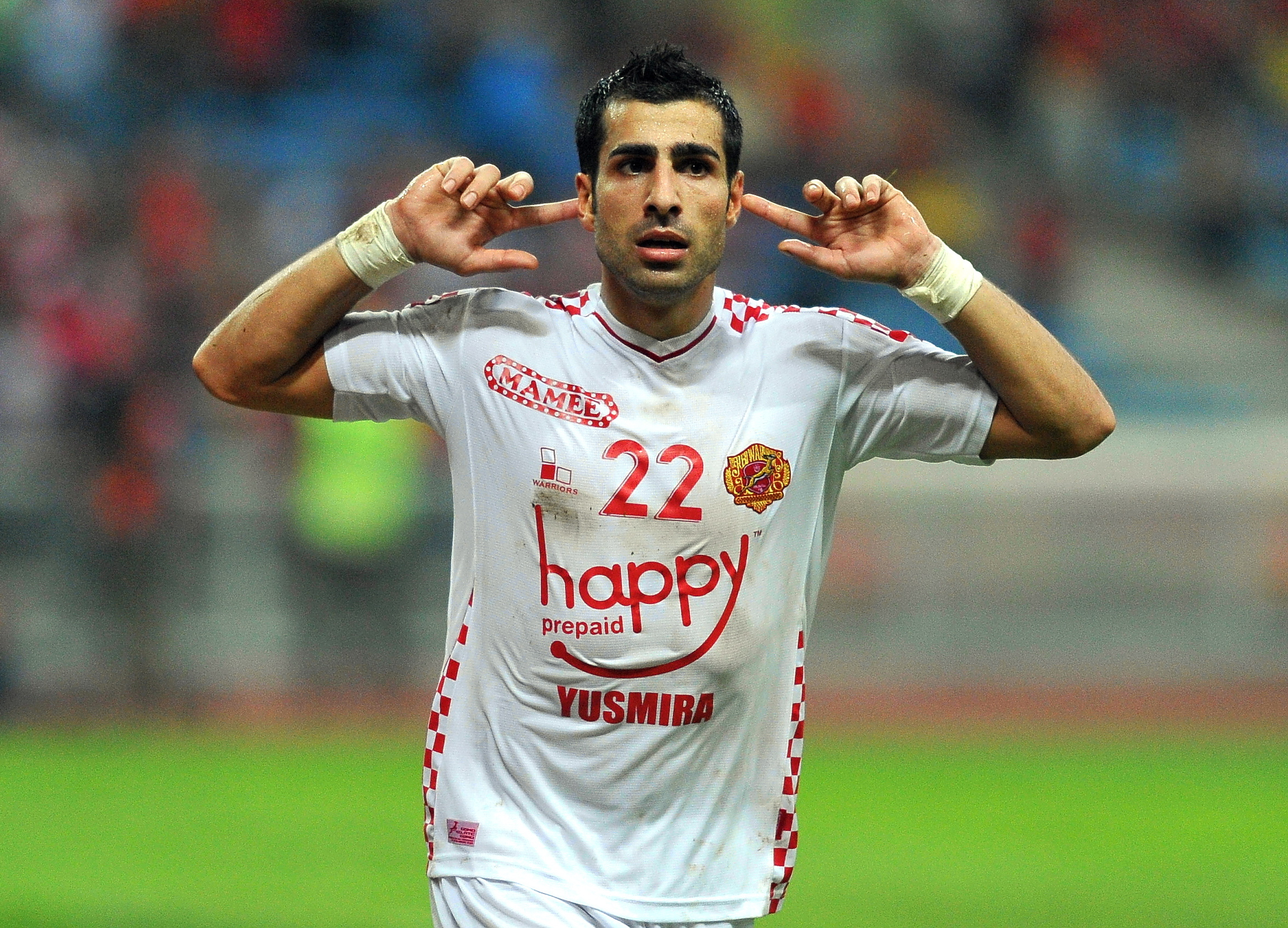
غدار يحتفل بهدفه مع كلنتن عام 2012

انضم إلى بطل الدوري الماليزي الممتاز 2011 نادي كلنتن في 8 نوفمبر 2011، بتوقيع عقد لمدة عامين مع النادي. وبعد انتهاء مهمته مع المنتخب الوطني، انضم رسميًا إلى كلنتن في 29 ديسمبر 2011، وسجل ركلة جزاء في الدقيقة 90 في أول ظهور له ضد بيراك خلال مباراة ودية قبل الموسم.
بدأ الموسم بتسجيل ثلاثة أهداف. وبعد أدائه الجيد في كأس الاتحاد الآسيوي 2012، حيث سجل ستة أهداف في أربع مباريات، أعيد للتشكيلة الأساسية في الدوري في أبريل، بعدما استبدل بلاعب آخر. سجل عند عودته إلى الدوري الممتاز هدفًا ضد فريق تيرينجانو ‏، من ركلة جزاء في 17 أبريل 2012.
ساعد الفريق على الفوز بكأس الاتحاد الماليزي لأول مرة، بفوزه على سايم داربي في النهائي بنتيجة 1-0 يوم 19 مايو 2012. وسجل الهدف الوحيد في المباراة النهائية من ركلة جزاء في الدقيقة 58.

### فيلدا يونايتد
بعد أن رفض تمديد عقده مع كلنتن، وقع عقدًا لمدة عام واحد مع فيلدا يونايتد. سجل هدفًا في أول ظهور له، مما ساعد فريقه على التعادل 1–1 أمام ترغكانو في المباراة الافتتاحية. في مارس 2013 تعرض لإصابة في الظهر ولم يتمكن من اللعب لفريقه. قرر النادي استبداله ووقع مع لاعب أجنبي جديد خلال فترة الانتقالات في أبريل.

### العودة إلى كلنتن

#### موسم 2014
عاد غدار إلى الدوري الماليزي الممتاز بعد توقيع عقد لمدة عامين مع ناديه السابق كلنتن.[بحاجة لمصدر] سجل ثنائية في ضد سلاغور في اليوم الافتتاحي لموسم 2014، والتي فاز بها النادي بنتيجة 2-1.[بحاجة لمصدر] في 23 أبريل، أنهى كلنتن عقده.[بحاجة لمصدر]

#### موسم 2017
أعاد غدار التوقيع للمرة الثالثة مع النادي في 15 يناير 2017. سجل هدفين خلال أول ظهور له في موسم 2017 ضد فريق سيلانغور.[بحاجة لمصدر]وسجل 18 هدفًا في 11 مباراة لصالح كلنتن.[بحاجة لمصدر]

### جوهور دار التعظيم
بعد الكثير من التكهنات حول مستقبله، في 16 مايو 2017، أعلن جوهور دار التعظيم أنهم توصلوا إلى اتفاق لنقل غدار مقابل رسوم غير معلنة.[بحاجة لمصدر] وأفيد أن غدار كلف حوالي 1.000.000 رينغيت ماليزي إلى 5.000.000 رينغيت ماليزي وأعلن عن أنه حصل على أجر من 170.000 رينغيت ماليزي إلى 200.000 رينغيت ماليزي شهريًا مما يجعله أعلى متلق للأجور في تاريخ كرة القدم الماليزية. ظهر لأول مرة مع النادي ضد سيلانغور، وقدم التمريرة الحاسمة لهدف الفوز في المباراة يوم 24 مايو 2017.
سجل غدار هدفه الأول لصالح جوهور في الفوز 2-0 على ضيفه بينانق في 1 يوليو 2017.[بحاجة لمصدر] وفي 15 يوليو 2017، سجل هدفين في خمس مباريات ليتغلب فريقه على ساراواك 3-1.[بحاجة لمصدر] ثم سجل هدفين آخرين في 22 يوليو 2017 ضد فريق سيلانغور وفي 26 يوليو 2017 ضد بيراك.[بحاجة لمصدر] واختتم موسمه بخمسة أهداف في 10 مباريات بالدوري لصالح النادي.[بحاجة لمصدر]
في نوفمبر 2017، أبدى نادي ملقا يونايتد اهتمامه بالتعاقد مع غدار في صفقة لمدة موسم. في 22 نوفمبر 2017، رفض غدار عرض نادي ملقا يونايتد. وغادر النادي بعد موسم 2017 .[بحاجة لمصدر]

## اللعب دولياً

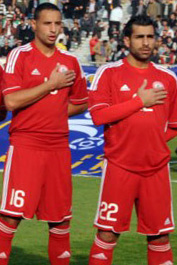
محمد غدار (يمين) يصطف مع منتخب لبنان لكرة القدم في مباراة تصفيات كأس آسيا 2015 ضد إيران

لعب غدّار مع منتخب لبنان تحت 20 سنة إلى جانب زملائه في المنتخب الوطني علي الأتات ورامز ديوب.[بحاجة لمصدر]
خلال التصفيات المؤهلة لدورة الألعاب الأولمبية الصيفية 2004، كان غدار لاعباً في المنتخب اللبناني تحت 23 عامًا الذي وصل إلى الأدوار النهائي من التصفيات الآسيوية.
في 8 سبتمبر 2014، سجل هدفاً في مرمى منتخب البرازيل الأولمبي في مباراة ودية تعادل فيها المنتخبان 2–2. في 12 يونيو 2017، رفض غدار استدعاءه للمنتخب الوطني لمباراة ضد ماليزيا، حيث كان يلعب مع ناديه. ولم يظهر في المنتخب الوطني منذ ذلك الحين.

## الإحصائيات المهنية

### النادي
| النادي            | الموسم          | الدوري                   | الدوري | الدوري  | الكأس الوطنية | الكأس الوطنية | كأس الدوري | كأس الدوري | قاري   | قاري    | المجموع | المجموع |
| النادي            | الموسم          | الدرجة                   | الظهور | الأهداف | الظهور        | الأهداف       | الظهور     | الأهداف    | الظهور | الأهداف | الظهور  | الأهداف |
| ----------------- | --------------- | ------------------------ | ------ | ------- | ------------- | ------------- | ---------- | ---------- | ------ | ------- | ------- | ------- |
| نادي كلنتن        | 2012            | دوري السوبر الماليزي     | 22     | 9       | 5             | 2             | 9          | 2          | 9      | 8       | 45      | 21      |
| نادي كلنتن        | 2013            | دوري السوبر الماليزي     | 10     | 4       | 5             | 2             | 0          | 0          | —      | —       | 15      | 6       |
| نادي كلنتن        | المجموع         | المجموع                  | 32     | 13      | 10            | 4             | 9          | 2          | 9      | 8       | 60      | 27      |
| فيلدا يونايتد     | 2013            | دوري السوبر الماليزي     | 7      | 3       | 0             | 0             | 0          | 0          | 0      | 0       | 7       | 3       |
| نادي كلنتن        | 2014            | دوري السوبر الماليزي     | 14     | 4       | 5             | 1             | 7          | 0          | —      | —       | 26      | 5       |
| Al-Faisaly        | 2014–15         | الدوري الأردني للمحترفين | 0      | 0       | 0             | 0             | 0          | 0          | 0      | 0       | 0       | 0       |
| نادي نفط الوسط    | 2015–16         | الدوري العراقي الممتاز   | 12     | 5       | 0             | 0             | 0          | 0          | 0      | 0       | 12      | 5       |
| الفيصلي           | 2016–17         | الدوري الأردني للمحترفين | 1      | 1       | 0             | 0             | 0          | 0          | 0      | 0       | 1       | 1       |
| نادي كلنتن        | 2017            | دوري السوبر الماليزي     | 11     | 18      | 1             | 0             | 0          | 0          | —      | —       | 12      | 18      |
| جوهور دار التعظيم | 2017            | دوري السوبر الماليزي     | 10     | 5       | 0             | 0             | 6          | 6          | 0      | 0       | 16      | 11      |
| نادي كلنتن        | 2018            | دوري السوبر الماليزي     | 5      | 1       | 2             | 1             | 0          | 0          | 0      | 0       | 7       | 2       |
| المجموع الوظيفي   | المجموع الوظيفي | المجموع الوظيفي          | 92     | 50      | 18            | 6             | 22         | 8          | 16     | 8       | 141     | 72      |

### المنتخب
| الفريق الوطني | سنة     | الظهور | الأهداف |
| ------------- | ------- | ------ | ------- |
| لبنان         | 2006    | 5      | 3       |
| لبنان         | 2007    | 3      | 4       |
| لبنان         | 2008    | 10     | 4       |
| لبنان         | 2009    | 5      | 0       |
| لبنان         | 2010    | 0      | 0       |
| لبنان         | 2011    | 5      | 2       |
| لبنان         | 2012    | 2      | 1       |
| لبنان         | 2013    | 6      | 1       |
| لبنان         | 2014    | 3      | 1       |
| لبنان         | 2015    | 6      | 2       |
| لبنان         | 2016    | 0      | 0       |
| لبنان         | 2017    | 1      | 1       |
| المجموع       | المجموع | 46     | 19      |

## الأهداف
| الهدف | التاريخ        | المكان                                 | الخصم                    | النتيجة | الحصيلة | المنافسة               |
| ----- | -------------- | -------------------------------------- | ------------------------ | ------- | ------- | ---------------------- |
| 1     | 27 يناير 2006  | ملعب الأمير فيصل بن فهد، الرياض.       | السعودية                 | 1–0     | 2–1     | ودية                   |
| 2     | 24 ديسمبر 2006 | ملعب مدينة كميل شمعون الرياضية، بيروت. | الصومال                  | 1–0     | 4–0     | كأس العرب 2009         |
| 3     | 24 ديسمبر 2006 | ملعب مدينة كميل شمعون الرياضية، بيروت. | الصومال                  | 2–0     | 4–0     | كأس العرب 2009         |
| 4     | 8 أكتوبر 2007  | ملعب صيدا البلدي، صيدا.                | الهند                    | 2–1     | 4–1     | تصفيات كأس العالم 2010 |
| 5     | 8 أكتوبر 2007  | ملعب صيدا البلدي، صيدا.                | الهند                    | 4–1     | 4–1     | تصفيات كأس العالم 2010 |
| 6     | 30 أكتوبر 2007 | استاد فاتوردا، مارغاو.                 | الهند                    | 1–1     | 2–2     | تصفيات كأس العالم 2010 |
| 7     | 30 أكتوبر 2007 | استاد فاتوردا، مارغاو.                 | الهند                    | 2–1     | 2–2     | تصفيات كأس العالم 2010 |
| 8     | 2 يناير 2008   | ملعب ثامر، السالمية.                   | الكويت                   | 1–0     | 2–3     | ودية                   |
| 9     | 9 أبريل 2008   | ملعب مدينة كميل شمعون الرياضية، بيروت. | المالديف                 | 4–0     | 4–0     | تصفيات كأس آسيا 2011   |
| 10    | 27 مايو 2008   | استاد ثاني بن جاسم، الدوحة.            | قطر                      | 1–0     | 1–2     | ودية                   |
| 11    | 7 يونيو 2008   | ملعب الملك فهد الدولي، الرياض.         | السعودية                 | 1–2     | 1–2     | تصفيات كأس العالم 2010 |
| 12    | 17 أغسطس 2011  | ملعب صيدا البلدي، صيدا.                | سوريا                    | 2–1     | 2–3     | ودية                   |
| 13    | 6 سبتمبر 2011  | ملعب مدينة كميل شمعون الرياضية، بيروت. | الإمارات العربية المتحدة | 1–1     | 3–1     | تصفيات كأس العالم 2014 |
| 14    | 27 مايو 2012   | مجمع السلطان قابوس الرياضي، مسقط.      | عمان                     | 1–0     | 1–1     | ودية                   |
| 15    | 15 أكتوبر 2013 | ملعب مدينة كميل شمعون الرياضية، بيروت. | الإمارات العربية المتحدة | 1–1     | 1–1     | تصفيات كأس آسيا 2015   |
| 16    | 5 مارس 2014    | ملعب راجامانغالا، بانكوك، تايلاند      | تايلاند                  | 1–0     | 5–2     | تصفيات كأس آسيا 2015   |
| 17    | 24 مايو 2015   | ملعب صيدا البلدي، صيدا.                | سوريا                    | 2–2     | 2–2     | ودية                   |
| 18    | 16 يونيو 2015  | ملعب لاوس الوطني الجديد، فيينتيان      | لاوس                     | 1–0     | 2–0     | تصفيات كأس العالم 2018 |
| 19    | 28 مارس 2017   | ملعب مدينة كميل شمعون الرياضية، بيروت. | هونغ كونغ                | 1–0     | 2–0     | تصفيات كأس آسيا 2019   |

## الإنجازات
كرم الجهاز الفني للمنتخب اللبناني غدار لحصوله على هداف كأس الاتحاد الآسيوي 2007. وقدم مدرب المنتخب الوطني إميل رستم الحذاء الذهبي لغدار خلال حفل أقيم في فندق ميريديان كومودور في بيروت. في 28 مارس 2021، رشح الاتحاد الآسيوي غدار ضمن أفضل المهاجمين في كأس الاتحاد الآسيوي.

### نجمة
- الدوري اللبناني الممتاز: 2003–04 ، 2004–05
- كأس الاتحاد اللبناني: 2021–22
- كأس النخبة اللبنانية: 2002، 2003، 2004، 2005
- كأس السوبر اللبناني: 2002، 2004

### الأهلي
- الدوري المصري الممتاز: 2010–11.

### كلنتن
- الدوري الماليزي الممتاز: 2012
- كأس ماليزيا: 2012
- كأس الاتحاد الماليزي: 2012، 2013

### جوهور دار التعظيم
- الدوري الماليزي الممتاز: 2017
- كأس ماليزيا: 2017.

### فردي
- فريق الموسم في الدوري اللبناني الممتاز: 2006–07،[35] 2007–08.[36]
- هداف كأس الاتحاد الآسيوي: 2007
- هداف الدوري اللبناني الممتاز: 2006–07 ، [37] 2007–08
- هداف الدوري الماليزي الممتاز: 2017

## روابط خارجية
- محمد غدار على موقع قاعدة بيانات كرة القدم.إي يو (الإنجليزية)
- محمد غدار على موقع ناشيونال فوتبول تيمز (الإنجليزية)
- محمد غدار على موقع Soccerway.com (الإنجليزية)
- محمد غدار على موقع عالم كرة القدم.نت (الإنجليزية)
- محمد غدار على موقع كووورة